# بريت كوينتن
بريت كوينتن (بالإنجليزية: Britt Quentin)‏ هو مغني وكاتب أغاني ومنتج أسطوانات أمريكي، ولد في 11 يوليو 1973 في ديترويت في الولايات المتحدة.